# 世界桥牌联合会
世界桥牌联合会（英語：World Bridge Federation，WBF）是一個成立於1958年，專門管轄國際橋牌事務的組織。目前，該組織共有123個成員國加盟，轄下的比賽包括世界錦標賽、威尼斯杯和百慕大杯，其總部設在瑞士洛桑。

## 外部連結
- 官方網站（页面存档备份，存于）